# Хупия
Хупия — духи умерших в культуре народов таино (индейских племён, населявших Гаити и другие острова Карибского моря). Также называются опа, опия, оперито. 
В мифологии таино хупии противопоставлялись «goeiza» — духам живых людей. После смерти человека, согласно легендам, его душа в качестве хупии отправлялась на жительство в отдалённый край, который называвшийся земным раем («Coaybay»). Хупии, как полагали таино, были способны представать в многочисленных обличьях, иногда являясь как безликие люди или принимая вид умершего любимого человека. Хупий в человеческой форме, по мифологии, всегда можно отличить по отсутствию у них пупка. Эти духи также были связаны с летучими мышами: считалось, что они скрывались или спали в течение дня и выходили ночью, чтобы поесть плодов гуавы.
Хупии представали в мифологии таино как агрессивные духи, которых следует опасаться, и были известны как соблазнители женщин и похитители маленьких детей, которые выходят на улицу после наступления темноты.

## Культурное влияние
В романе Майкла Крайтона «Парк юрского периода» хупии подозреваются в серии нападений на детей и других людей крестьянами Коста-Рики. Они описывают их как «ночных призраков, безликих вампиров, которые похищают маленьких детей». Дальнейшие события показали, что истинными виновниками были мелкие динозавры прокомпсогнаты, сбежавшие с базы Исла Нублар.